# Cormoran pygmée
Microcarbo pygmeus
Espèce
Synonymes
- Phalacrocorax pygmeus

Statut de conservation UICN

 LC  : Préoccupation mineure

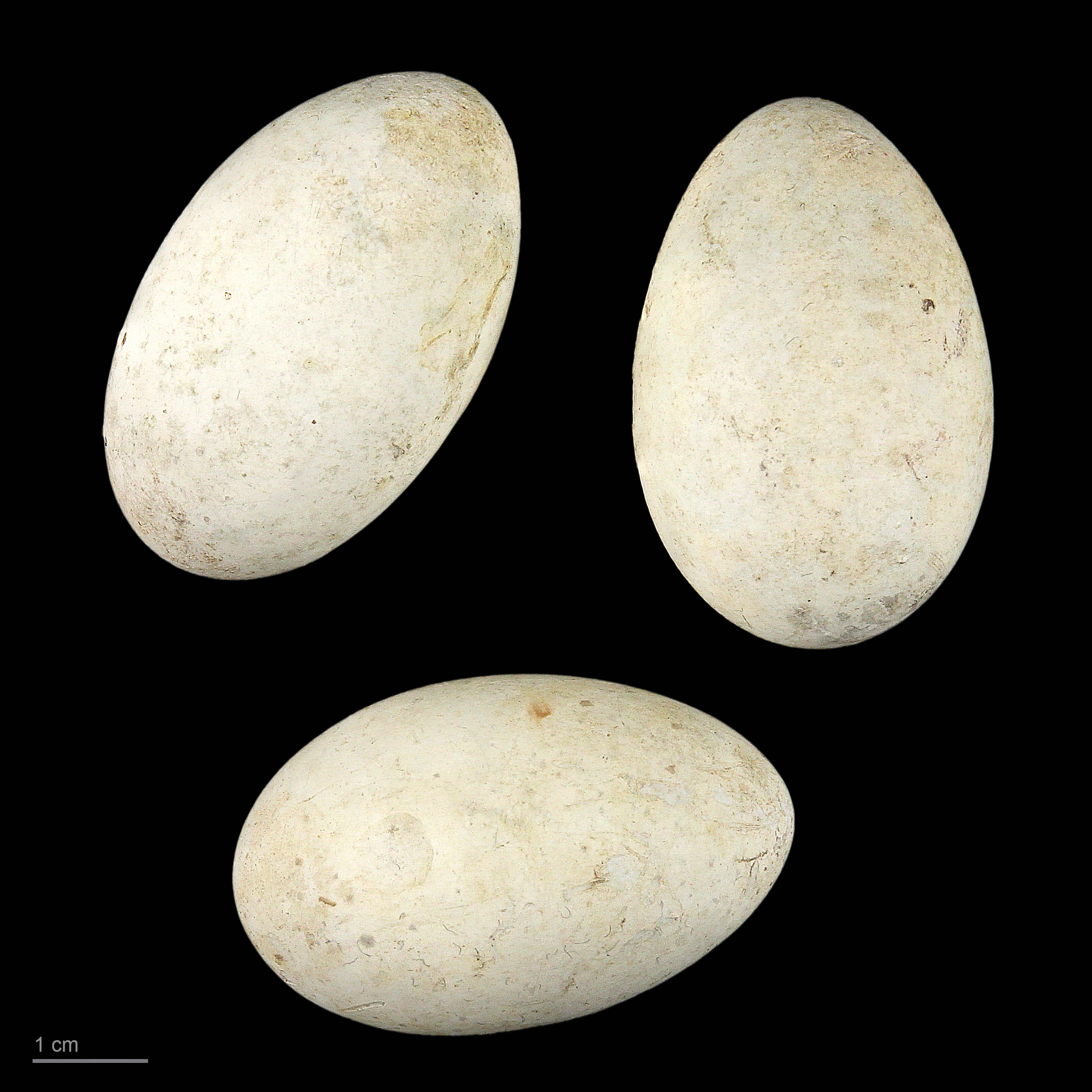
Microcarbo pygmeus - MHNT

Le Cormoran pygmée (Microcarbo pygmeus) est une espèce d'oiseaux de la famille des Phalacrocoracidae. C'est la plus petite des espèces de cormorans. 

## Distribution
Son aire s'étend de manière dissoute du sud-est de l'Europe à l'Asie centrale, avec une présence notoire à travers le marais salé alluvial du Tigre et de l'Euphrate.